# Ми-1
 Ми-1 (НАТО класификација ) je совјетски троседни, вишенамјенски хеликоптер. Покреће га један Ивченко АИ-26В радијални мотор који може да развије 575 коњских снага, а у службу је ушао 1951. године.

## Развој
1947. СССР даје допуштење Мил-у да оснује своју компанију за развој хеликоптера па већ у септембру 1948. Мил изводи први пробни лет прототипа хеликоптера ГМ-1. Затим је 1950. Совјетско руководство службено објавило конкурс за развој новог хеликоптера с Милом и њиховим ГМ-1 пројектом међу кандидатима. Главни Милови конкуренти на конкурсу су били Братукин као и Јаковљев с својим моделима: Б-11 и Јак-100. Мил је на крају победио с тим да је упрско с поразу, Јаковљев остао у развоју хеликоптера још неколико година, а коначно се повукао након неуспјешног Јак-24.
Прва два Мил ГМ-1 прототипа су изгубљена у несрећама, с тим да је у другој погинуо и пилот. Проблеми су ускоро били решени па је нови хеликоптер у службу Совјетског ваздухопловства ушао1951. под именом Ми-1. Јавности је приказан током авио митинга у Тушину 1951. Када је био службени назив по НАТО класификацији"Hare".

## Опис
Ми-1 је покретао један радијални мотор Ивченко АИ-26В са ваздушним хлађењем и са 7 цилиндара који, могао је да разије 575 коњских снага а покретао га је дрвени трокраки главни ротор па и сличан репни ротор. Труп хеликоптера је потпуно затворен и израђен од метала. Ми-1 има трицикл подвозје које је фиксано с једним точком на сваком делу.
Њиме је управљао један пилот а имао је капацитет за још два путника који би били смештени иза пилота или за 255 kg различитог терета.

## Оперативна употреба
Процењује се да је у Совјетском Савезу до 1955. године произведено око 1.800 хеликоптера, а да се након 1955. производња се сели у фабрику ПЗл у Свиднику (Пољска) која је била једна од главних фабрика за производњу вишенаменских и школских летелица за земље Варшавског пакта.
Ми-1 је коришћен као лаки вишенаменски хеликоптер обављајући различите мисије попут: извиђања, потрага и спашавања, ваздушне медицинске помоћи као и обуке будућих пилота. Коришћен је у разним родовима Совјетске војске укључујући и Аерофлот, државном националном превознику.
Извожен је у великим количинама у земље Варшавског пакта као и Совјетским савезницима широм света и у Финску. Пољска је производила Ми-1 све до 1965. под ознаком СМ-1 а покретао га је лиценцни АИ-26В мотор под ознаком ЛиЗ-3. ПЗЛ Свидник је произвео и побољшну верзију са металним роторима ознаке СМ-1В а касније је коришћен као основа за развој неких других верзија. Пољаци су развили и редизајнирану верзију СМа-1, ознаке СМ-2 а имала је већу кабину која је могла да прими пилота и 4 путника. Први лет је изведен 1959. а у производњу улази 1961.

## Верзије
- ГМ-1 - Прототип
- Ми-1 - Троседни вишенаменски хеликоптер.
- Mi-1P - Ми-1 опремљен са скијама за слетање и полетање с воде.
- Ми-1У- Тренажни за обуку са двоструким контролама.
- Ми-1 Москвич - Цивилни транспортер за Аерофлот с бољом изолацијом и металним ротором.
- Ми-1НКх - Ми-1 дизањниран за пружање медицинске помоћи и транспорта путника и терета.
- СМ-1 - Пољска верзија Ми-1 која се лиценцно производила.
- СМ-1В - Побољшана верзија са металним роторима.
- СМ-1ВС - За ваздушну медицинску помоћ.
- СМ-1ВСЗ - Тренажни са двоструким контролама.
- СМ-1ВЗ - Верзија за радове у пољопривреди.
- СМ-2 - Побољшана Пољска верзија са редизајнираном кабином.

## Корисници
- Авганистан
- Албанија
- Алжир
- Бугарска
- Кина
- Куба
- Чехословачка
- Источна Немачка
- Египат
- Финска
- Мађарска
- Ирак
- Монголија
- Северна Кореја
- Пољска
- Румунија
- СССР
- Сирија

## Техничке карактеристике

### Основне карактеристике
- посада: 1
- дужина: 12,09 m
- пречник ротора: 14,35 m
- висина: 3,30 m
- маса ваздухоплова: 1.700 kg
- максимална дозвољена маса ваздухоплова: 2.330 kg

### Летне карактеристике
- највећа брзина: 185 km/h
- долет: 430 km
- мотор: 1 x Ивченко АИ-26В радијални мотор